# مری لو رتون
مری لو رتون (به انگلیسی: Mary Lou Retton) (زاده ۱۹۶۸) ژیمناست آمریکایی، که در بازی‌های المپیک ۱۹۸۴ لوس آنجلس، موفق به کسب مدال طلا شد.
او اولین ورزش‌کار آمریکایی و در واقع اولین فرد خارج از اروپای شرقی بود که در این رشته، موفق به کسب مدال طلا می‌شد.